# دانشگاه ساپیر
دانشگاه ساپیر (عبری: המכללה האקדמית ספיר) دانشگاه در سدروت اسرائیل است. این بزرگترین دانشگاه دولتی در اسرائیل است. این دانشگاه  به نام وزیر پینهاس ساپیر نامگذاری شده است